# Filigranskörvlar
Filigranskörvlar (Krubera) är ett släkte av blomväxter i familjen flockblommiga växter. Släktet innefattar endast en art, filigranskörvel.